# Dieter Kley (Richter)
Dieter Kley (* 23. Juni 1950 in Meppen) ist ein deutscher Jurist. Er war von 1991 bis 2015 Richter am Bundesverwaltungsgericht, seit November 2005 als Vorsitzender Richter.

## Leben und Wirken
Kley studierte Rechtswissenschaften in Berlin. Nach Abschluss seiner juristischen Ausbildung trat er 1976 in den Justizdienst des Landes Niedersachsen ein und wurde dem Verwaltungsgericht Hannover zugewiesen. Nach einer Abordnung von August 1978 bis Mai 1979 an den Landkreis Nienburg/Weser wurde er 1980 zum Richter am Verwaltungsgericht ernannt. Ab Februar 1984 wurde Kley zunächst an das Oberverwaltungsgericht Lüneburg, von November 1985 bis April 1990 als Wissenschaftlicher Mitarbeiter an das Bundesverfassungsgericht abgeordnet. Während der Zeit der Abordnung erfolgte im April 1986 seine Ernennung zum Richter am Niedersächsischen Oberverwaltungsgericht.
Nach Kleys Ernennung zum Richter am Bundesverwaltungsgericht im Juli 1991 gehörte er zunächst dem 7. Revisionssenat an, der neben dem Atom- und Immissionsschutzrecht insbesondere auch für das nach der Wiedervereinigung Deutschlands besonders bedeutsame Recht der offenen Vermögensfragen zuständig war. Mit seiner Ernennung zum Vorsitzenden Richter übernahm Kley im November 2005 den Vorsitz des 3. Revisionssenats, der u. a. für das Verkehrs- und Personenbeförderungsrecht, das Recht der Anlegung von Schienenwegen, das Land- und Forstwirtschaftsrecht, das Tierschutzrecht, das Gesundheitsverwaltungsrecht sowie das Vermögenszuordnungsrecht und das Recht zur Bereinigung des SED-Unrechts zuständig ist. Am 31. Oktober 2015 trat Kley in den Ruhestand. 